# Anne Appelo
Anne Appelo (Kampen, 1 september 1991) is een Nederlands-Congolees zangeres, musicalster, presentatrice en stemactrice. Naast haar werk in de musicalwereld presenteert ze ook televisieprogramma's en spreekt ze animatieseries in.

## Biografie en carrière

### Theater
Appelo groeit op in Kampen en begint op haar achtste in het kinderkoor Benjamin. Tijdens haar middelbareschooltijd op het Ichthus College volgt ze tegelijkertijd ook de musicalschool in Zwolle. Hierna volgt een studie muziektheater aan het conservatorium van de Fontys Hogeschool voor de Kunsten in Tilburg, die ze cum laude afrondt.
Vanaf 2016 speelt Appelo mee in diverse musicals van Stage Entertainment. Zo is ze de understudy's voor June en Sheila in Hair en van Rachel Marron in The Bodyguard. In laatstgenoemde productie zit ze ook in het achtergrondkoor. Tussen 2017 en 2019 speelt Appelo haar eerste grote rol in de musical The Lion King, eveneens van Stage Entertainment. Ze speelt hier de rol van Sarabi en is understudy van Nala. 
Appelo is ook te zien in Eva's Muzikale Theatervoorstellingen In de voetsporen van Ruth, alwaar ze de hoofdrol speelt. Voorts is ze in 2020 samen met o.a. Pearl Joan en Ben Ketting te zien in de muziektheatervoorstelling Amazing Grace (EO), waarin ze de rol van Betty voor haar rekening neemt.

### Presentatrice
Begin 2018 wordt Appelo benaderd door BNNVARA om een screentest te doen. Ze komt hier met goed gevolg doorheen en debuteert niet lang daarna als presentatrice. Voor NPO Zapp en BNNVARA presenteert ze de tv-uitzendingen van Kinderen voor Kinderen.
In 2020 begint ze ook bij de EO programma's te presenteren. Aan het begin van dat jaar presenteert ze het online programma TikTop5 en neemt ze de presentatie van De Boomhut Battle voor haar rekening. Later dat jaar wordt ze co-presentatrice met Anne-Mar Zwart in Hip voor Nop. Datzelfde jaar is ze ook medepresentator van Zapp Your Planet en presenteert ze de online programma's Dorcas op de koffie en Op de kaart (EO).
In 2022 wordt Appelo medepresentatrice van CHICA, dat ze samen met Anne-Mar Zwart en Rachel Rosier presenteert. Het jaar erop presenteert ze dit programma solo.

### (Stem)actrice
Appelo maakt in 2020 haar debuut als stemactrice. Voor KRO-NCRV en EO spreekt ze samen met Bert van Leeuwen de animatieserie Liselotte in. Voor deze serie zingt ze tevens de titelsong. In 2021 speelt ze de rol van Maria in Pasen met de Zandtovenaar (KRO-NCRV).
In de jaren die volgen spreekt Appelo de stem van Bester in voor de animatieserie Best & Bester op Nickelodeon. Voor Netflix spreekt ze de stem van Julia in voor Teletubbies. Het jaar erop neemt ze voor The Magician's Elephant de nasynchronisatie van de gravin voor haar rekening en voor Star Wars: Visions die van Kratu. Ook doet ze voor Disney+ de nasynchronisatie van van Monique Coleman in High School Musical: The Musical: The Series.

### Overig
In 2021 doet Appelo mee aan het SBS6 programma De Alleskunner VIPS. Ze eindigt dat seizoen op de 25e plaats. In 2024 deed ze mee aan het televisieprogramma That's My Jam.
Naast haar werkzaamheden in de showbizz is Appelo sinds 2018 ook ambassadeur voor Jantje Beton.